# 三ッ里村
三ッ里村（みつさとむら）は東京府の西部、西多摩郡に属していた村。

## 地理
現在のあきる野市の西部、旧五日市町の東部に位置する。
- 河川：秋川

## 歴史
村名は、3村が合併したため三ッ里村となった。

### 沿革
- 1889年（明治22年）4月1日 - 町村制施行により、小和田村、留原村、高尾村が合併し神奈川県西多摩郡三ッ里村が成立する。
- 1893年（明治26年）4月1日 - 西多摩郡が南多摩郡、北多摩郡とともに東京府へ編入する。
- 1918年（大正7年）12月1日 - 三ッ里村は五日市町、明治村とともに合併し五日市町が発足。三ッ里村は消滅。
- 1995年（平成7年）9月1日 - 五日市町は秋川市と合併しあきる野市が発足。五日市町は消滅。

変遷表
| 1868年 以前 | 1868年 以前 | 明治22年 4月1日 | 大正7年 12月1日 | 平成7年 9月1日 | 現在       |
| ----------- | ----------- | --------------- | --------------- | -------------- | ---------- |
|             | 高尾村      | 三ッ里村        | 五日市町        | あきる野市     | あきる野市 |
|             | 留原村      | 三ッ里村        | 五日市町        | あきる野市     | あきる野市 |
|             | 小和田村    | 三ッ里村        | 五日市町        | あきる野市     | あきる野市 |

## 大字
- 高尾（たかお）
- 留原（とどはら）
- 小和田（こわだ）